# Montpeyroux (Aveyron)
Montpeyroux település Franciaországban, Aveyron megyében. Lakosainak száma 519 fő (2022. január 1.). Montpeyroux Le Cayrol, Condom-d’Aubrac, Coubisou, Curières, Florentin-la-Capelle, Laguiole, Le Nayrac, Saint-Amans-des-Cots és Soulages-Bonneval községekkel határos.

## Népesség
A település népessége az elmúlt években az alábbi módon változott:
| Lakosok száma | 787  | 610  | 578  | 571  | 550  | 547  | 541  | 532  | 528  | 519  |
|               | 1968 | 1982 | 1990 | 2006 | 2013 | 2015 | 2017 | 2019 | 2020 | 2022 |